# Maniac (film 1980)
Maniac è un film del 1980 diretto da William Lustig. È interpretato, scritto e co-prodotto da Joe Spinell, noto per alcuni piccoli ruoli in Rocky e in Il padrino - Parte II.

## Trama
Su una spiaggia un uomo spia una giovane coppia, che si sveglia in una tenda; quando il ragazzo s'allontana per prendere della legna e accendere il fuoco, la ragazza viene sgozzata dal misterioso uomo. Poco dopo anche il ragazzo fa una brutta fine, venendo strangolato. All'improvviso la scena cambia e ci viene presentato lo stesso assassino che urla, in preda alla paura, nella sua stanza come svegliatosi da un incubo.
Il personaggio in questione è Frank Zito, un uomo di mezza età, solitario, in sovrappeso, che vive in un non specificato quartiere di New York come proprietario di un complesso di appartamenti: casa sua è squallida, piccola e piena d'armi ma, in apparenza, sembra un semplice uomo onesto. Purtroppo questi è, in realtà, un serial killer schizofrenico che di notte gira per i quartieri di New York uccidendo giovani prostitute o giovani coppiette facendo poi lo scalpo alle donne, facendolo indossare ad alcuni manichini dalle sembianze femminili sparsi nella sua abitazione un po' dappertutto. Attraverso essi parla per ore cercando di non sentirsi solo ma anche con se stesso, ai limiti della doppia identità.
Frank, pur volendo, non riesce a smettere e compie omicidi sempre più cruenti: strangola a mani nude una prostituta a cui fa lo scalpo, elimina una coppia appartata in macchina con un fucile a canne mozze e squarta un'infermiera in metropolitana. A un certo punto, però, Frank, mentre cammina a Central Park, nota che una donna l'ha fotografato. Zito, fingendo d'allacciarsi le scarpe, nota sullo zaino della donna, allontanatasi, l'indirizzo di questa. Grazie a quest'informazione, l'uomo arriva a casa della fotografa, la giovane e bella Anna D'Antoni che, inizialmente, vuole uccidere ma poi tra i due c'è una grande sintonia e Frank decide di risparmiarla.
Nei dialoghi tra Frank e Anna si può capire che la madre di lui, Carmen Zito, è morta diversi anni prima per un incidente d'auto. Ciò che lui non le rivela è che la donna lo maltrattava e ne abusava, portandolo a provare un profondo odio nei confronti delle donne in generale, che descrive come "simpatiche illusioni", ma al tempo stesso ha un desiderio morboso di non essere lasciato solo. Inizialmente sembra che Frank sia finalmente riuscito a relazionarsi con qualcuno e sembra davvero che provi qualcosa per Anna, ma i suoi demoni interiori torneranno irrefrenabili e lo porteranno a uccidere una delle modelle di Anna, Rita, per poi portare Anna stessa davanti alla tomba di sua madre dove perde il completo contatto con la realtà. L'uomo cerca di eliminare Anna, ma quest'ultima, dopo un breve inseguimento, lo colpisce al braccio con una pala, ferendolo. Mentre lei scappa, Frank è attirato dalla voce di sua madre che l'incita ad avvicinarsi. Improvvisamente la donna rispunta dalla tomba per trascinare il figlio, ma questi scappa e torna a casa.
Ferito e pieno di tristezza, Frank si sdraia sul letto ma, incredibilmente, i manichini si tramutano nei cadaveri delle sue vittime che lo colpiscono con le varie armi sparse in casa, fino a staccargli la testa. Il giorno seguente due poliziotti in borghese, probabilmente avvertiti da Anna, si dirigono a casa di Zito. Qui si scopre che quest'ultimo non è stato decapitato ma erano tutte allucinazioni della sua mente malata, in compenso ha una grossa ferita nella pancia procuratasi, probabilmente, da un atto di autolesionismo. I due poliziotti lo credono morto e se ne vanno. Nella scena finale, però, la telecamera si avvicina a Frank che apre gli occhi.